# Мечелоут
Мечелоут — река в России, протекает по Муезерскому району Карелии. Устье реки находится в 6 км по левому берегу реки Сулы. Длина реки составляет 10 км, площадь водосборного бассейна 104 км². В реку впадает правобережный приток — река Можоки (из озера Можокиярви).

## Данные водного реестра
По данным государственного водного реестра России относится к Балтийскому бассейновому округу, водохозяйственный участок реки — Реки Карелии бассейна Балтийского моря на границе РФ с Финляндией, включая оз. Лексозеро. Относится к речному бассейну реки Реки Карелии бассейна Балтийского моря.
Код объекта в государственном водном реестре — 01050000112102000010204.